# 三木稔
三木 稔（みき みのる、1930年3月16日 - 2011年12月8日）は、日本の作曲家。

## 経歴
徳島県徳島市出身。旧制六高理科を経て東京芸術大学作曲科卒業。作曲を池内友次郎、伊福部昭に師事する。1953年に《交響的三楽章》がNHK芸術祭管弦楽曲公募で2位入賞、N響が初演。しかし芸大卒業の年に父に逝かれ、短編映画・演劇などの仕事などで一家を支えるため通常の作曲界への登場は同世代の作曲家より大幅に遅れる。1960年から数年、三木自身が高校時代に音楽へのめり込むきっかけとなった合唱に集中的に作品を提供し、当時三木が所属していた東京リーダーターフェルのために書き下ろした《レクイエム》《阿波》などの合唱作曲家としての顔が最初に知られる。1964年、他の14人と日本音楽集団を創立。20年間に亘って音楽監督として箏、尺八、三味線など全ての邦楽器（日本楽器、和楽器）による現代的な合奏分野の確立に《古代舞曲によるパラフレーズ》《ダンス・コンセルタントI―四季》《巨火》（ほて）などの作品を定着させつつ尽力、とくに開発から関わった二十絃、2年後に絃数が増えた新箏（にいごと、21絃）への《天如》《箏譚詩集》などの作品群は後の作曲家が範とする。またこの分野の海外公演を15次170回もプロデュースし、1981年クルト・マズアが指揮するライプツィヒ・ゲヴァントハウス管弦楽団命名200周年記念委嘱初演の《急の曲Symphony for Two Worlds》は、後にニューヨーク・フィルハーモニックなどとの共演でも好評を得、困難な上演条件にもかかわらず内外で30回近く演奏されている。楽器への広範な知識をまとめた著作『日本楽器法』（音楽之友社）は日本音楽の演奏、研究、作曲すべてにおいて参照されることが多く、2000年中国人民音楽出版社から中国語版、2008年には米ロチェスター大学出版局から英訳が刊行され、外国人が日本の楽器に容易に作曲できる環境が作られた。
オーケストラ作品は《急の曲》の前に《マリンバ協奏曲》《破の曲》の独自性で注目を受け、《春秋の譜》《舞》のような日本のアイデンティティを花咲かせた作品や、《Z Concerto》《Pacific Rainbow》のような欧米委嘱で快活な現代を訴えた作品など、2007年《ふるさと交響曲》まで、大小さまざまなアプローチを持つ。《序の曲》《破の曲》《急の曲》を合わせ日本楽器と西洋管弦楽を結ぶ『鳳凰三連Eurasian Trilogy』に次いで、アジア楽器と西洋オーケストラを結ぶ2000年《大地の記憶》は、より大きな構造への第1楽章に位置づけられている。
アジアの楽器群への作曲は、1983年、日本音楽集団の初中国公演で、史上初の2国間民族楽団共演となった中央民族楽団との共演用に作曲した《彩紅序曲》で始まった。その時北京・上海5公演で演奏された三木の8作が、譚盾はじめ中国の若い作曲家たちに強い影響を残し、民族楽器奏者達、特に新箏と絃数を同じくする古箏奏者たちは三木の《華やぎ》などを挙って演奏するようになり、1993年に韓国も合わせてオーケストラ アジア創立に進んでいった。その編成に残した《夢・楼蘭》等5作の管弦楽曲のほか、中国・韓国・モンゴル伝統楽器個々への作品も多く、特に1997年以降共同作業している中国琵琶の天才奏者シズカ楊静に書いた、世界各地で作品と演奏の両方が抜群の受容をされている《琵琶協奏曲》や、オペラ《源氏物語》《愛 怨》に含まれる作品群が今新しい。楊静を中心としたアジア アンサンブル（2002年に三木が主宰して創立）は、同じく1998年に創立した邦楽創造集団オーラJ、1990年のマルチカルチャー結アンサンブル等と共に現在アクティヴに活動中で、三木が創立した第7番目の組織、「東西音楽交流の聖地創りを目指す」八ヶ岳「北杜国際音楽祭」（2006年以降毎夏）に出演する重要な演奏団体になっている。
1968年に安倍圭子リサイタルに書いた《マリンバの時》と1984年の《マリンバ・スピリチュアル》は世界の打楽器界で最重要な作品群にランクされているというが、特に《マリンバ・スピリチュアル》は欧米だけで1万回以上の演奏・録音・録画がなされ、作曲者は引きもきらない英語メールへの対応に追われていたという。8000人が集った2007年のPASIC（全米打楽器協会世界大会）では、上記及び協奏曲以外の“Z Conversion”等7作で構成された“New & Unknown Marimba-percussion Works of Minoru Miki”のコンサートが、聴衆全員のスタンディング・オヴェイションで迎えられ、別に録音されたCDが作曲者帰国後に届けられたという。
邦楽器・民族楽器、そしてオペラに時間を奪われて西洋楽器の室内楽は比較的寡作だが、書法が自在になった80年代後半に欧米豪委嘱で書かれた《弦楽四重奏曲》《ピアノ三重奏曲》《SPRING for Strings》や、もともと邦楽器に書かれ、欧米の演奏家から彼らの楽器用のヴァージョンを求められた《秋の曲Autumn Fantasy》《しおさいTidal Sounds》《森よode to Forest》は国際的なレパートリーとなっている。
日本では珍しいオペラ・アリア集（全音楽譜出版社）が出版されるほど三木アリアが多く、歌曲は地味な存在にされがちだが、22曲の小歌曲集《のはらうた》と14曲の歌曲集《花ものがたり》は、同じく全音の三木歌曲集に含まれる歌曲とならんで、徐々に聞かれるチャンスが多くなってきた。
これら全ての作品をあわせても三木の業績のウエイトは近年ますますオペラに傾いていく。
作曲者自身がライフワークと公言している『三木稔、日本史オペラ連作』は、1975年日本オペラ協会委嘱で初演され、作曲がジロー・オペラ賞を受けた《春琴抄》に始って、2006年新国立劇場委嘱初演の《愛怨》（瀬戸内寂聴台本）で8連作として5世紀から19世紀までが通貫され、そのDVDが好感してマーケットに迎えられ、2010年2月20日を初日に夏までに10〜15公演がハイデルベルク市劇場でドイツ初演（日本語上演、ドイツ語字幕）されるという国際的な華やかさを持続しているが、20世紀題材での第9作を企図していた作曲者は、2009年2月現在、そのオペラ《幸せのパゴダ》のオーケストレーションをほぼ終え、一箇所入れ替える予定の短い劇中劇の台本を待って、80歳になった頃にはヒマラヤ縦断にも擬せられる『日本史オペラ9連作』の夢を、37年を要して果たすつもりのようである。
ベートーヴェンに憧れて第9を尊び、その数の連作を企画してきたオペラ作曲家としての三木は、まだ日本人が外国から委嘱されオペラを書くことがほとんどなかった頃にイギリスから委嘱を受けるなど、日本人としては異例の世界的活躍を行っている。連作第2作《あだAn Actor’s Revenge》は、イギリスオペラ界がウェーバーのオベロン以来153年ぶりに外国作曲家に委嘱したこと、1979年ロンドンでの世界初演はブリテンの数作並みの成功だったなど英紙に報道され、英語で書かれたスコアは81年作曲者の指揮でアメリカ初演（日本での日本語初演84年）、ドイツ語に訳されて1987年ドイツ初演。米初演の成功で、演出のコリン・グレアムと三木のチームは1985年セントルイス・オペラ劇場で初演する次作を委嘱され、第3作《じょうるり》の台本と作曲に繋がり、その初演は『ザ・ニューヨーカー』と『フィナンシャル・タイムズ』でアンドリュー・ポーターが「全てのクロスカルチャーの作曲家の中で、三木は個性的で、しかも高度に表現力を持った音楽言語をもって、日本と西洋の要素をおそらく最も成功裡に結びつけた作曲家である」と書いたほど、より高い成功に導かれた。それは1988年日生劇場での再現で日本人に記憶され、同じチームによるオペラ第7作《源氏物語The Tale of Genji》の2000年世界初演(2001年に日生劇場)まで繋がっていった。このとき、いつもは殆ど誉めず気難し屋で有名なウォールストリート・ジャーナルのハイディ・ウオールソンが「三木の音楽は雰囲気に満ちた傑作」と書き、「舞台にしろ音楽にしろ非常に高いレベルで、心底楽しむことができ、世界初演は稀にみる成功であった」と誉めた。作曲者が古希を迎え、世紀の変わり目だったこの年、《源氏物語》世界初演前後にオーケストラ作品《Pacific Rainbow》がハワイで、《大地の記憶》がクルト・マズア指揮・読売日本交響楽団で世界初演されている。
三木はこのように国際的で、多面的な顔を持った作曲家である。
1991年徳島県文化賞、1994年紫綬褒章、2000年旭日小綬章を受章。2007年よんでん芸術文化賞、2009年第20回福岡アジア文化賞の芸術・文化賞（日本人で初受賞）、徳島県民栄誉賞（2011年12月没後）など受賞。著書に『日本楽器法』『オペラ《源氏物語》ができるまで』『新筝との道行き35年』。東京音楽大学教授、徳島文理大学助教授・四国大学客員教授などを歴任した。
2011年12月8日、敗血症のため死去。81歳没。

## 代表作

### オーケストラ作品
- 室内オーケストラのための綺想組曲（1951年）習作
- トリニタ・シンフォニカ（交響的三楽章）（1953年）
- ガムラン交響曲（1957年）あえて交響曲ナンバーをつけるならば第1番
- 交響曲《除夜》（1960年）あえて交響曲ナンバーをつけるならば第2番
- レクイエム（1963年） [2005年改訂]
- マリンバとオーケストラの協奏曲（1969年）
- 序の曲- Prelude for Shakuhachi, Koto, Shamisen and Strings（1969年） 《鳳凰三連》の第一曲
- 破の曲 - 箏協奏曲第1番（1974年） 《鳳凰三連》の第二曲
- 和讃による交響（1976年） 親鸞生誕200年記念・あえて交響曲ナンバーをつけるならば第3番
- 和讃協奏曲 邦楽器群とオーケストラのために（1986年）
- オペラ《春琴抄》より《序曲と春鴬囀》- 箏協奏曲第二番（1978年）
- 管弦楽のための《春秋の譜》（1980年）あえて交響曲ナンバーをつけるならば第4番
- 急の曲 “Symphony for Two Worlds” （1981年）《鳳凰三連》の第三曲・あえて交響曲ナンバーをつけるならば第5番
- MARCH 1930（1982年）
- AUGUST 1945（1983年）
- SEPTEMBER 1950（1983年）
- 箏協奏曲第5番（1985年）
- 光の国から - バレエ全2幕4場（1987年）
- 阿波ラプソディー（1987年）
- ゴジラは踊る（1988年）- 『伊福部昭のモチーフによる讃』の1曲
- 北京祷歌（1990年）
- 序曲《日本》（1990年）
- Z協奏曲（1992年）
- オーケストラのための《舞》（1992年）
- 六段による交響（1994年）
- 琵琶協奏曲 - 通常オーケストラ・ヴァージョン（1997年）
- Pacific Rainbow - An Orchestral Ode to Akio Morita（2000年）
- 大地の記憶（2000年）あえて交響曲ナンバーをつけるならば第6番
- ロータス・コンチェルト（2002年）
- 松の協奏曲 - 箏協奏曲第4番（1984年）
- ふるさと交響曲（2006年）あえて交響曲ナンバーをつけるならば第7番

### オペラ
- 春琴抄（英語版）（1975年） 原作：谷崎潤一郎 台本：まえだ純
- あだ（1979年）原作：三上於菟吉 英語台本：James Kirkup ドイツ語台本：Claus H. Henneburg。日本語台本：武本明子、三木稔、三木那名子、海津勝一郎、友竹正則（共同制作）
- じょうるり（英語版）（1985年）作・台本：Colin Graham
- ワカヒメ（1991年）作・台本：なかにし礼
- 静と義経（1993年）作・台本：なかにし礼
- 隅田川（1995年）
- くさびら（1995年）
- 源氏物語（英語版）（1999年）原作：紫式部 台本：Colin Graham
- 愛怨（2005年）原作：瀬戸内寂聴
- 幸せのパゴダ（2010年）作・台本：岩田達宗

### 音楽劇等
- フォークオペラ《うたよみざる》（1983年）
- フォークオペラ《よみがえる》（1992年）
- フォークオペラ《照手と小栗》（1994年）
- フォークオペラ《幸せのパゴダ》（2007年）
- オペラ一幕《オロチ伝》（1992年）
- ミニオペラ《花園にて》（1985年）
- オペレッタ《牝鶏亭主》（1963年）
- 合唱劇《タロウ》（1977年）
- 合唱劇《峠の向かうに何があるか》（1982年）
- 歌楽《鶴》（1978年）
- 歌楽《べろ出しチョンマ》（1980年）
- わらべ語り風歌楽《月の兎》（1982年）

### 歌曲
- 四季のバラード
  1. 春雷（1960年）
  2. あの日たち（1966年）
  3. 霜月のバラード（1976年）
  4. 冬の陽に（1964年）
- かなの歌（1968年）
- 夢魔のしらべ（1974年）
- 砂漠の花（1976年）
- ひろばのうた（1976年）
- 歌楽《まぼろしの米》（1977年）
- SHIRABE（1980年）
- 君に捧げる愛の歌（1982年）
- アリサのために（1986年）
- のはらうた - ヴァイオリンとピアノを伴う22 の小歌曲集（1987年）
- 相聞III（1988、Op.102)
- 冬の蝿（1992年）作詩：なかにし礼
- 冬の夜話（1993年）作詩：なかにし礼
- ノスタルジア（1994年）
- 旅枕（1995年）
- 歌曲集《花ものがたり》（1996年）
- 波音に包まれて（1996年）
- いつもそばに（1998年）
- あしたまた（2001年）

### 室内楽（ソロを含む、主として西洋楽器）
- 三つのフェスタル・バラード（1954年）
- 田の神の宵宴（1955年）
- 夏の叙事詩（1958年）
- 木管とピアノのための六重奏曲（1965年）
- 白燿（はくよう）（1973年）
- ひなぶり（1975年）
- 哀―鹿の遠音（1978年）
- しおさい（1980年）
- オータム・ファンタジー（1980年）
- 結I（1982年）
- 森よ（1983年）
- 結III（1985年）
- ピアノ三重奏曲（1986年）
- 相聞III（1988年）
- オルガン・ニルヴァーナ（1988年）
- 弦楽四重奏曲（1989年）
- SPRING for Strings（1996年）
- Clarinet Spring (1996年）"SPRING for Strings" のクラリネット・アンサンブル・ヴァージョン
- 花ファンタジー（2001年）
- 東の弧（2001年）
- 平安音楽絵巻（2002年）

### 日本楽器のための作品
- 箏合奏のための《三つのフェスタル・バラード》（1954年）
- 尺八・箏合奏のための《夏の叙事詩》（1958年）
- 古代舞曲によるパラフレーズ（1966年）
- 四群のための形象（1967年）
- 箏譚詩集第一集《冬》（1969年）
- 天如（1969年）
- 孤響（1970年）
- 凸 - 三群の三曲と日本太鼓のための協奏曲（1970年）
- 佐保の曲（1971年）
- 竜田の曲（1971年）
- 雅びのうた（1971年）
- 鄙ぶりの踊り（1971年）
- パーティシペイション I, II, III - 邦楽器合奏教本（1972年）
- ね・とり - 開幕のためのセレモニー（1973年）
- ダンス・コンセルタント第1番 -《四季》（1973年）
- 夕影の詩（うた）（1973年）
- パーティシペイション IV, V, VI - 邦楽器合奏教本（1973年）
- 箏双重（1973年）
- 奔手（1974年）
- 文様（あや）II（1974年）
- 松の曲（1974年）
- “わ”（1976年）
- 箏譚詩集第二集《春》（1976年）
- 巨火（ほて）（1976年）
- ダンス・コンセルタント第2番《鳴門秘帖》（1977年）
- 流琵（1977年）
- 東から（1979年）
- 紫の譜（1979年、Op.69）
- ダンス・コンセルタント第3番《八郎物語》（1980年）
- 小組曲（1980年）
- 田舞のロンド（1980年、Op.20-3-2）
- 阿波の狸囃子（1980年）
- 秋の曲（1980、Op.74)
- コンチェルト・レクイエム ― 箏協奏曲第3番（1981年）
- ソネットII, III, IV, V（1982年）
- 三味線奇重奏（1982年）
- カシオペヤ21（1982年）
- かいわれの詩（うた）（1983年）
- 箏譚詩集第三集《夏》（1983年）
- 松の協奏曲 ― 箏協奏曲第4番（1984年） 新箏と邦楽器合奏
- ラプソディー（1984年）
- ダンス・コンセルタント第4番《北の詩（うた）》（1984年）
- 瑠璃秘曲（1985年）
- 箏譚詩集第4集《秋》（1990年）
- ロータス・ポエム（1994年）
- 絃（いと）の春秋（1995年）
- 瀬戸内夜曲（2001年）
- 箏合奏組曲《ホタルの歌》（2003年）
- 箏ピース・フォー・ピース（2003年） - 初心者から中級奏者のための51曲の13絃箏小曲集
- 邦楽器による伝説舞台《羽衣》（2005年）（60%三木作曲）
- 三味線協奏曲（2008年）
- 希麗（2008年）
- 邦楽器による伝説舞台《浄瑠璃姫物語・異聞》（2009年）

### アジア民俗楽器のための作品
- 彩紅序曲（1983年）
- 伽耶琴段調（1985年）
- SOUL 日韓民族楽器オーケストラのために（1989年）
- Folk Symphony 《伝々囀》（1994年）
- 夢・楼蘭（1996年）
- 琵琶協奏曲 - オーケストラアジア・ヴァージョン（1997年）
- 江上流韻（1997年）
- 琵琶譚詩（1997年）
- 暖流（1998年）
- 時の彩りI（1998年）
- SOUL 1999
- SOUL 2000
- トリオ・コンチェルト《源氏物語》（2000年）
- 東の弧（2001年）
- 平安音楽絵巻（2002年）
- Origin（2002年）
- 琵琶秘曲《愛怨》（2003年）
- 時の彩りII, III, IV（2003年 - 2004年）

### 打楽器・マリンバ作品
- Dotoh《四群のための形象》（1967年）
- マリンバの時（1968年）
- マリンバ協奏曲（1969年）
- 阿波の狸囃子（1980年）
- Cassiopeia Marimbana（1982年の《カシオペア21》より、2006年改訂）
- マリンバ・スピリチュアル（1984年）
- 上山かかし囃子（1990年）
- 義経太鼓（1991年）
- 金長太鼓（1991年）
- Z協奏曲（1992年）
- Z 改造計画 (Z Conversion)（2005年）
- カイトが見た夢（2008年）

### 合唱
- 合唱による風土記「阿波」（1962年）
- 「海の精」（1962年）
- バリトン独唱、男声合唱及びオーケストラのための「レクイエム」（1963年）
- 奄美の旋律による混声合唱のためのカンタータ「くるだんど」（1963年）
- 男声合唱と打楽器のための「もぐらの物語」（1966年）
- 男声合唱曲「日本歌曲合唱曲集」（1968年）
- 風のうた（1969年） - NHK全国学校音楽コンクール小学校の部課題曲
- 邦楽器と男声合唱による「喜怒哀楽」（1975年）
- さびしい時ははだしになって（1976年） - 同小学校の部課題曲
- 女声合唱とピアノのための「海こいし」（1983年）
- 混声合唱組曲「浄土」（1988年）
- 合唱組曲「望月の駒」（1988年）
- 札幌オリンピック閉会式賛歌「消えゆく聖火」（1971年）

### 映画音楽
- 千代田城（1952年、下村健二監督） 初めて担当した映画音楽
- 有峯ダム第2部（1955年）
- 山に生きる子（1955年、関川秀雄監督）
- お母さんのエラー（1958年、大島善介監督）
- 子山羊（こやぎ）と少年（1958年、堀内甲監督）
- 警視庁物語 七人の追跡者（1958年、村山新治監督）
- 警視庁物語 魔の伝言板（1958年、村山新治監督）
- 日本のラジオ・テレビ（1958年）
- 有峯ダム第3部（1958年）
- 千葉火力発電所 （1959年、高村武次監督）
- 横須賀火力の建設（1959年、黒木和雄/高村武次監督）
- 有峰ダム第４部（1959年）
- ぐちっぽいおかあさん（1959年、田代秀治監督）
- つり銭物語（1959年、津田不二夫監督）
- 父の座母の座（1959年、瀬藤祝監督）
- 面接のしかた（1959年、酒井修監督）
- 悪い芽（1959年、大島善介監督）
- 宿題（1959年、西原孝監督）
- 私たちの結婚（1960年、西原孝監督）
- こづかい手帳（1960年、津田不二夫監督）
- よわ虫つよ虫（1960年、津田不二夫監督）
- 道（1960年、津田不二夫監督）
- 空手（1960年）
- 駐在さん一家（1961年、西原孝監督）
- 伸びゆく鋼管（1961年、樋口源一郎監督）
- ワイドフランジ－へどろに建つ製鉄所－ （1962年、田中実監督）
- ある機関助士（1963年、土本典昭監督）
- 日本の建築と庭園（1963年）
- 輝く富士（1964年）
- 路上（1964年、土本典昭監督）
- 悶え（1964年、井上梅次監督）
- 花と龍（1965年、山下耕作監督）
- 続花と龍 洞海湾の決闘（1966年、山下耕作監督）
- 遊侠三代（1966年、村山新治監督）
- 愛のコリーダ（1976年、大島渚監督）
- 遠い一本の道（1977年、左幸子監督）
- 聖母観音大菩薩（1977年、若松孝二監督）
- ぼくは負けない（1985年、村山新治監督）
- 日独裁判官物語（1999年、片桐直樹監督）
- 古墳と観音の里（2006年、片桐直樹監督/高月町町制50年記念）

### 放送音楽
- 特命諜報207

### 県民歌
- 徳島県民の歌

### 校歌
- 吉野川市立鴨島小学校
- 三好市立井川中学校
- 横浜市立汲沢中学校
- 徳島県板野町立板野小学校
- 徳島県大和小学校
- 徳島県海部郡由岐小学校
- 徳島県立小松島西高等学校
- 徳島県立城ノ内高等学校
- 徳島工業大学学園化
- 兵庫県立宝塚北高等学校
- 兵庫県立国際高等学校
- 四国大学
- 自修館中等教育学校
- 徳島城南高校応援歌（100周年記念）
- 中部大学工業専門学校
- 長崎県立シーボルト大学校歌
- 駿台アイルランド国際学校
- 加茂名幼稚園園歌
- 百合ヶ丘団地の歌

## 著作
- 『日本楽器法』音楽之友社、1996年10月10日。ISBN 978-4276106956。
- 『オペラ「源氏物語」ができるまで』中央アート出版、2001年9月10日。ISBN 978-4813600480。
- 『三木稔、新箏との道行き35年』邦楽ジャーナル〈三木稔新箏作品集[別冊]〉。

## 受賞
- 芸術祭大賞（1970年）
- 芸術祭奨励賞（1971年）
- ジロウオペラ賞（1976年）
- 京都市民映画賞技術賞（1977年）
- 芸術祭優秀賞（1979年）
- 芸術祭賞（1990年）
- 徳島県文化賞（1991年）
- 紫綬褒章（1994年）
- 勲四等旭日小綬章（2000年）
- よんでん芸術文化賞（2007年）
- 福岡アジア文化賞（2009年）